# Charaxes layardi
Charaxes layardi är en fjärilsart som beskrevs av Butler 1896. Charaxes layardi ingår i släktet Charaxes och familjen praktfjärilar. Inga underarter finns listade i Catalogue of Life.